# Jalkaraburra alta
Jalkaraburra alta is een spinnensoort uit de familie Desidae. De soort komt voor in Queensland.